# لوئیجی لوکوتی
لوئیجی لوکوتی (ایتالیایی: Luigi Lucotti; ۱۸ دسامبر ۱۸۹۳ – ۲۹ دسامبر ۱۹۸۰) دوچرخه‌سوار اهل ایتالیا بود.